# Saulchery
Saulchery ist eine französische Gemeinde mit 695 Einwohnern (Stand: 1. Januar 2022) im Département Aisne in der Region Hauts-de-France (frühere Region: Picardie). Sie gehört zum Arrondissement Château-Thierry und zum Kanton Essômes-sur-Marne. Die Einwohner werden Saulcherien(ne)s genannt.

## Geographie
Die Weinbau treibende (Appelation Champagne) Gemeinde liegt 15 Kilometer südwestlich von Château-Thierry im Tal der Marne am orographisch rechten Ufer zwischen Romeny-sur-Marne (flussaufwärts) und Charly-sur-Marne (flussabwärts). Zur Gemeinde gehören die Ortsteile Le Pont und Montoiselle. Weitere Nachbargemeinde ist am gegenüber liegenden Flussufer Nogent-l’Artaud, das mit Le Pont durch eine Straßenbrücke verbunden ist.

## Bevölkerungsentwicklung
| Jahr                       | 1962 | 1968 | 1975 | 1982 | 1990 | 1999 | 2006 | 2014 | 2022 |
| Einwohner                  | 640  | 575  | 579  | 564  | 592  | 661  | 676  | 706  | 695  |
| Quellen: Cassini und INSEE |      |      |      |      |      |      |      |      |      |

## Sehenswürdigkeiten

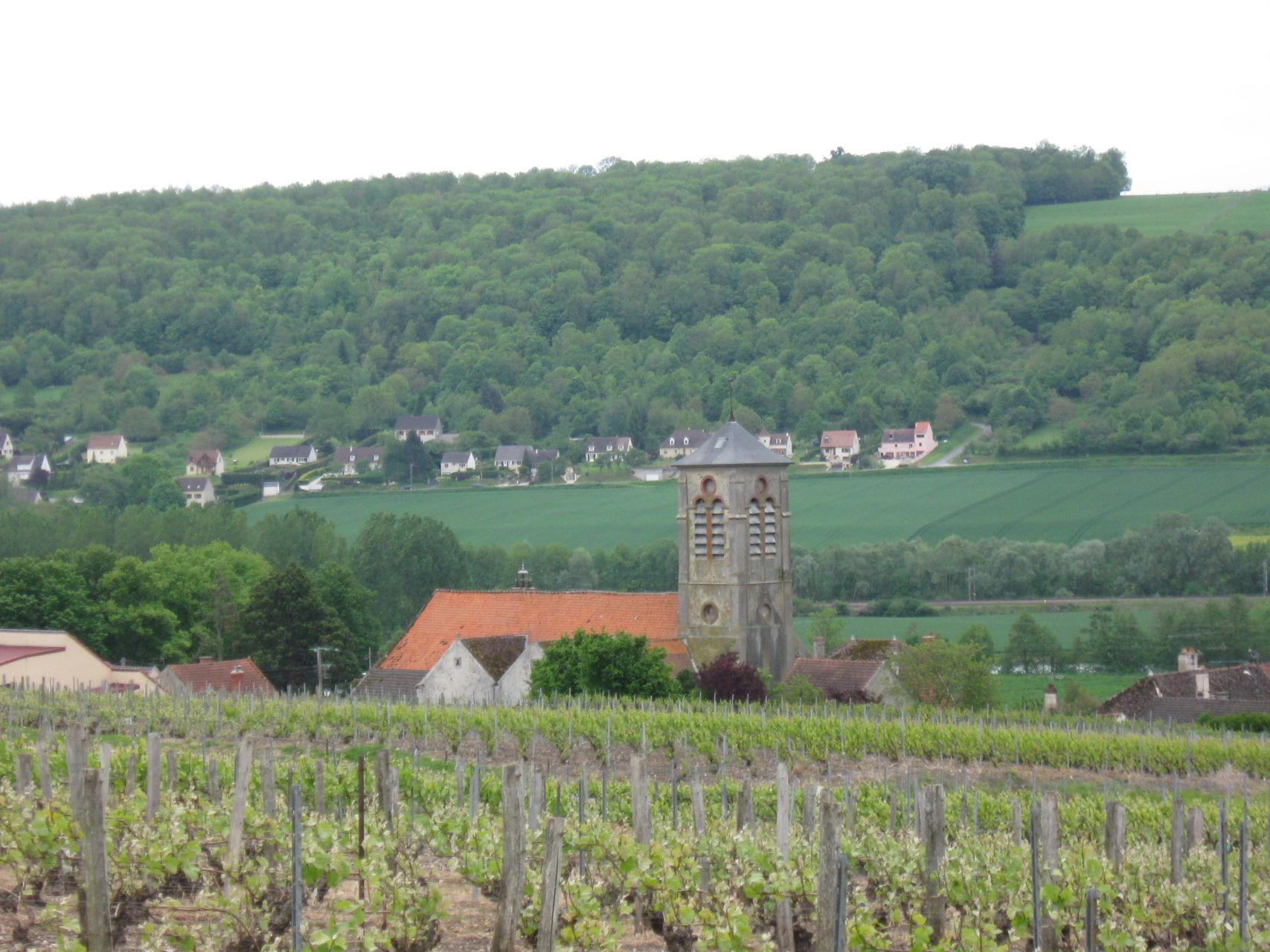
Die Kirche Saint-Sébastien aus den Weinbergen gesehen

- Kirche Saint-Sébastien
- Waschhaus und Brunnen

## Persönlichkeiten
- Léon Lemoine, Bürgermeister und Widerstandskämpfer (1896–1945).[1]